# دانشگاه زنان سوک‌میونگ
دانشگاه زنان سوک‌میونگ (انگلیسی: Sookmyung Women's University؛‏ کره‌ای: 숙명여자대학교) یک دانشگاه خصوصی پژوهشی است که در ناحیه یونگ‌سان، سئول، کره جنوبی واقع شده است. دانشگاه سوک‌میونگ که در سال ۱۹۰۶ تأسیس شد، نخستین مؤسسه آموزشی سلطنتی خصوصی برای زنان در کره است. سوک‌میونگ یکی از بزرگ‌ترین مؤسسه‌های آموزشی زنان در جهان است. نام این دانشگاه از کاراکترهای هانجای «سوک» و «میونگ» گرفته شده است که به ترتیب به معنی «ظریف» و «درخشان» هستند.